# Action Max
Der Action Max ist eine 8-Bit-Spielkonsole, die im Jahre 1987 von Worlds of Wonder auf den Markt gebracht wurde. Die Spiele wurden auf VHS-Kassetten veröffentlicht. Da die Konsole kein Abspielgerät für die Kassetten enthielt, benötigte man zusätzlich einen VHS-Player, um die Spiele spielen zu können. Als Eingabegerät wurde eine Lightgun verwendet, mit der die Spieler auf den Bildschirm zielten und je nachdem, wie die Ziele getroffen wurden, Punkte erhielten. Auf den Verlauf der Spiele konnte jedoch kein Einfluss genommen werden, so dass die Spiele wenig Interaktion boten. Zudem wurden insgesamt nur vier Titel für diese Konsole veröffentlicht, bis die Produktion eingestellt wurde.

## Spiele

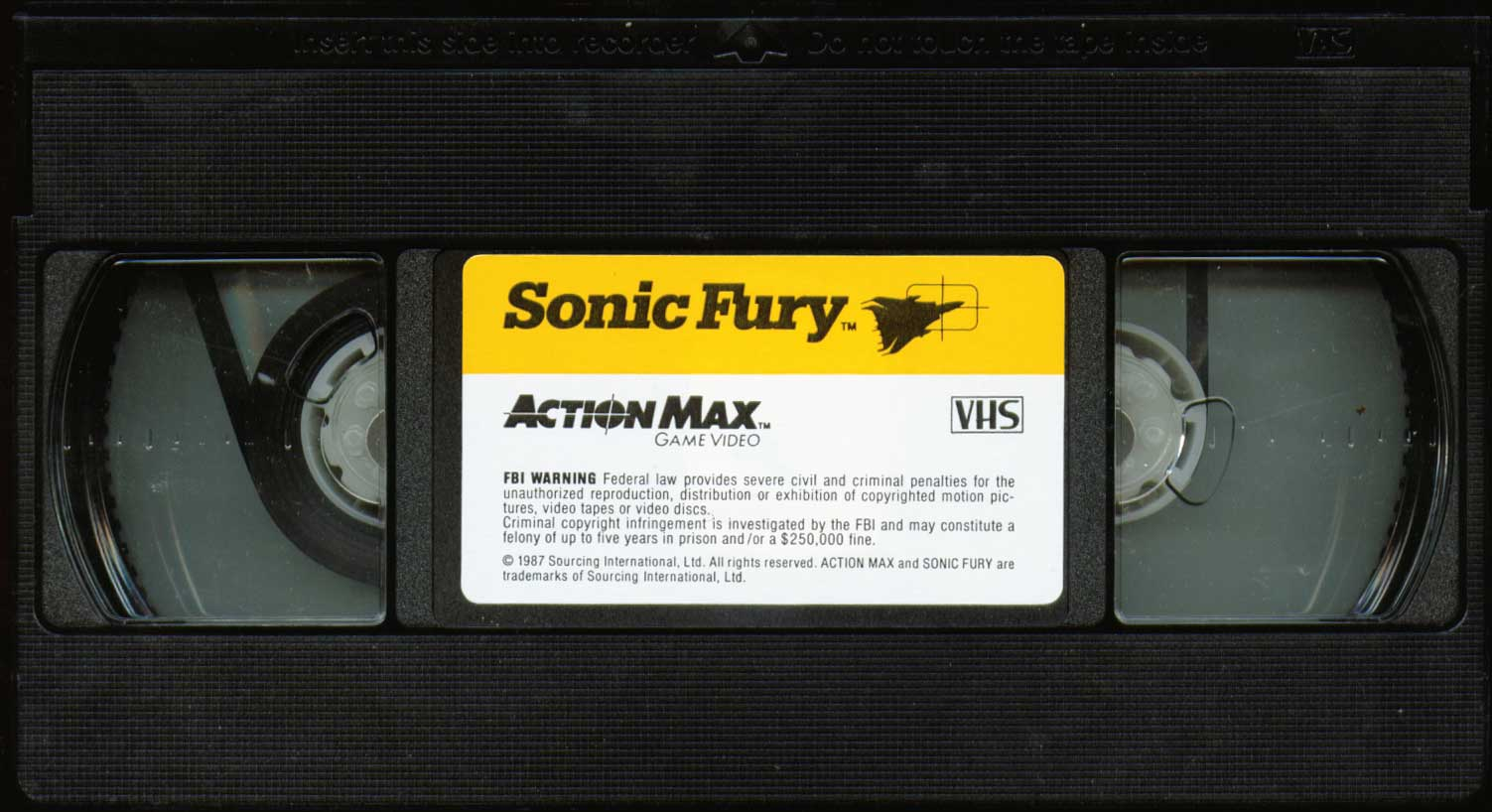
VHS-Spiel Sonic Fury

- Sonic Fury (im Lieferumfang der Konsole enthalten)
- .38 Ambush Alley
- Blue Thunder
- Hydrosub: 2021
- The Rescue of Pops Ghostly
- Fright Night (nicht veröffentlicht)
- Sonic Extreme (nicht veröffentlicht)

## Technische Daten
- CPU: HD401010 getaktet mit 4 MHz

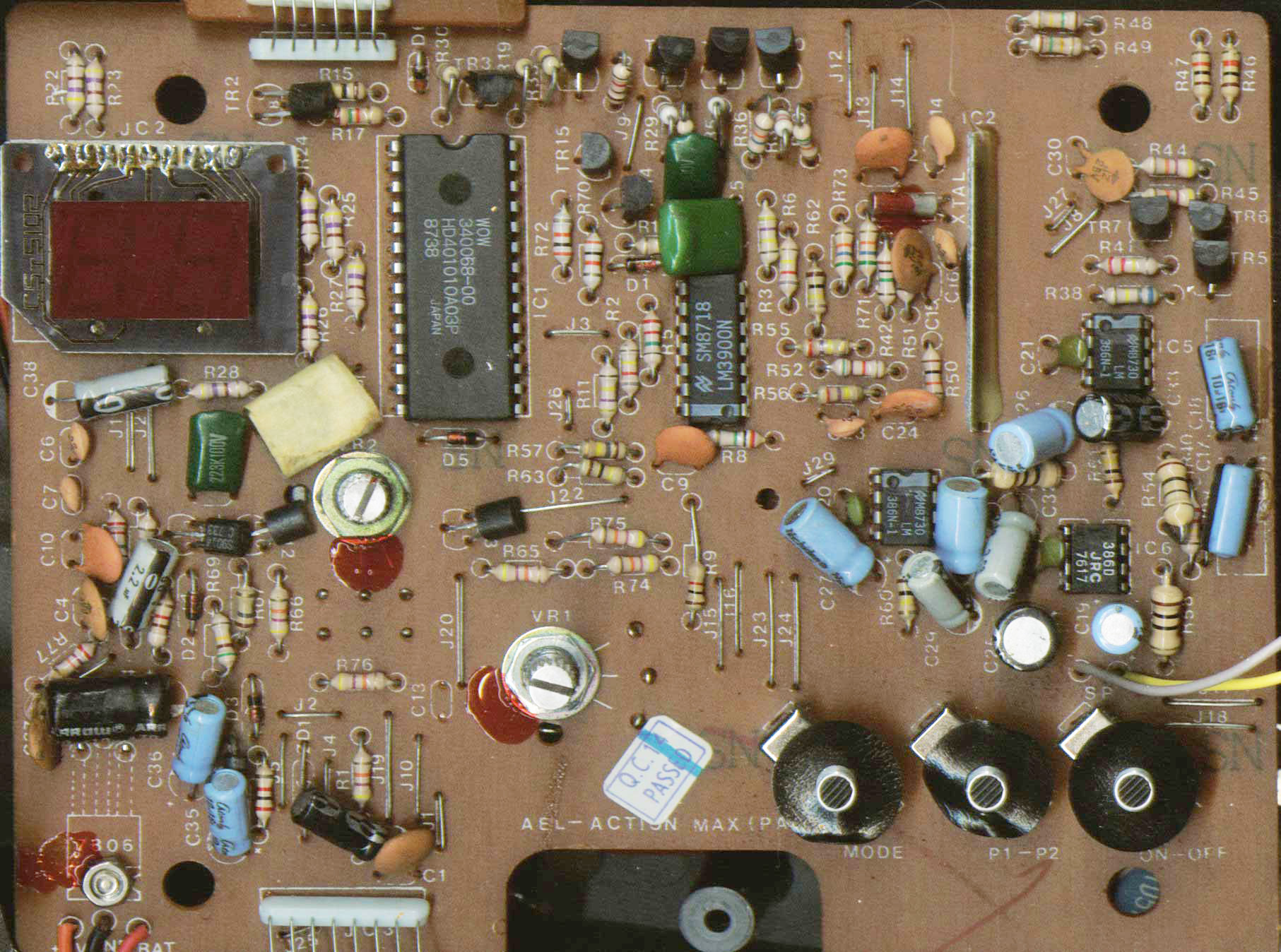
Blick auf die Platine des Action Max

- Sound: über einen in der Konsole integrierten Lautsprecher